# 佩奇制
佩奇制（Page Playoff System），是体育竞赛中一种赛制，介于淘汰制和双败淘汰制之间。该赛制于1931年首次被使用于澳大利亚维多利亚州足球联赛的决赛阶段中，是由该联赛专员珀西·佩奇（Percy Page）首倡的，因而得名佩奇制。
最基本的佩奇制首先要求将参赛队按照循环赛或瑞士制的方式决出1、2、3、4名，然后在1、2名之间和3、4名之间分别进行比赛。3、4名比赛的负方获得第四名。1、2名比赛的负者与3、4名比赛的胜者之间再进行一次比赛，胜者与1、2名比赛的胜者再进行决赛，负者获得第三名。决赛胜方为冠军，负方为亚军。从这种基本的佩奇制出发，现在又衍生出较为复杂的双佩奇制、分组佩奇制等多种方法。
佩奇制的优点在于使強隊（預賽取得較佳名次）即使失手一次（决赛中），甚至数次（初赛中），也有机会争夺冠军，同双败淘汰制类似，减少了比赛的偶然性。同时，佩奇制比双败淘汰制又减少了比赛场次。
1978年，国际垒球联合会开始在其举办的比赛中推行佩奇制，现在佩奇制已广泛应用于世界各地包括垒球、足球、乒乓球、冰壶等许多竞赛中。